# Gephyromantis asper
Gephyromantis asper – gatunek płaza bezogonowego z rodziny mantellowatych (Mantellidae).

## Taksonomia
Po rewizji dokonanej w 2001 przez Vencesa i Glawa z taksonu tego wyodrębniono nowy gatunek, któremu nadano nazwę Gephyromantis ambohitra.

## Występowanie
Stworzenie to jest gatunkiem endemicznym, żyje jedynie w środkowowschodnim Madagaskarze, dokładniej od Tsaratanana do Ranomafana.
Gatunek bytuje w przedziale wysokości 300–1200 m nad poziomem morza. Jego siedlisko stanowi dno wilgotnego lasu równikowego. Nie zapuszcza się on w rejony silnie zmienione działaniem ludzkim.

## Rozmnażanie
Płaz ten, w przeciwieństwie do wielu swych krewnych, zdołał uniezależnić swój rozród od zbiornika wodnego.

## Status
Według IUCN gatunek miejscowo i okresowo występuje bardzo obficie. Z drugiej jednak strony jego całkowita liczebność ulega spadkowi ze względu na utratę i degradację siedlisk.